# Kazimierz Rymut
Kazimierz Rymut (18 de dezembro de 1935 em Chechły/Ropczyce, falecido em 14 de novembro de 2006, em Cracóvia, Polônia), foi professor doutor em lingüística americana e onomasta.
Estudou literatura polonesa na Uniwersytet Jagielloński, formou-se em 1968 e doutorou-se em 1972. A partir de 1979 foi professor associado. Foi diretor do Departamento Onomástica Polonesa no Instituto de Línguas polonesas da Academia de Cracóvia, desde 1978 foi um dos membros editores-chefes da revista "Onomastica", e nos anos 1986-2004 foi presidente da Comissão fisiográfica no Ministerstwo Spraw Wewnętrznych i Administracji e editor-chefe da revista "Onomastica."

### Publicações
- Kazimierz Rymut, Szkice onomastyczne i historycznojęzykowe, Kraków 2003 (Prace Instytutu Języka Polskiego 118). PL ISSN 0208-4074, ISBN 83-87623-71-1
- Kazimierz Rymut, Słownik nazwisk używanych w Polsce na początku XXI wieku, GenPol Tomasz Nitsch, Kraków 2003 - Warszawa 2005, ISBN 83-60340-00-5
- Kazimierz Rymut, Nazwiska Polaków. Słownik historyczno-etymologiczny, Wydawnictwo Naukowe PWN, Kraków 2001